# Milton Schorr
Milton Schorr (* 1981 in Kapstadt) ist ein südafrikanischer Schauspieler.

## Leben
Schorr wurde 1981 in Kapstadt geboren. Er studierte Theaterschauspiel an der Universität Kapstadt. Danach wirkte er in mehreren Theaterstücken als Bühnendarsteller mit und schrieb außerdem eigene Theaterstücke. 2007 wirkte er im Fernsehfilm Das zweite Leben – Dr. Barnard und die erste Herztransplantation mit. 2010 folgte in Death Race 2 eine Nebenrolle an der Seite der Hollywood-Größe Sean Bean. Eine weitere Nebenrolle erhielt er 2016 in Resident Evil: The Final Chapter. Ein Jahr später stellte er in der Fernsehserie Black Sails in insgesamt vier Episoden die Rolle des Lieutenant Burrell dar. Im selben Jahr erhielt er Episodenrollen in den Fernsehserien America: Promised Land und Outlander sowie eine Nebenrolle im Film Krotoa. Weitere kleinere Rollen mimte er 2018 in Tomb Raider und Congo Murder – Wir träumten von Afrika. 2022 verkörperte er im Film Redeeming Love – Die Liebe ist stark die Rolle des Colin. 2023 stellte er die Rolle des Don Krieg in einer Episode des Netflix Original One Piece dar.

## Filmografie (Auswahl)
- 2007: Das zweite Leben – Dr. Barnard und die erste Herztransplantation (To Be First, Fernsehfilm)
- 2010: Death Race 2
- 2010: My Backyard (Kurzfilm)
- 2012: Jack Parow: Afrikaans is Dood (Kurzfilm)
- 2016: No Man Left Behind (Minidokuserie, Episode 1x04)
- 2016: Hum (Kurzfilm)
- 2016: Resident Evil: The Final Chapter
- 2017: Black Sails (Fernsehserie, 4 Episoden)
- 2017: Krotoa
- 2017: America: Promised Land (Fernsehserie, Episode 1x01)
- 2017: Outlander (Fernsehserie, Episode 3x12)
- 2018: Tomb Raider
- 2018: Ander Mens
- 2018: Congo Murder – Wir träumten von Afrika (Mordene i Kongo)
- 2020: Raised by Wolves (Fernsehserie, Episode 1x10)
- 2021: Die Byl (Fernsehserie, Episode 3x03)
- 2022: Redeeming Love – Die Liebe ist stark (Redeeming Love)
- 2022: Jhon Jatenjor's Interviews (Fernsehserie)
- 2022: Tali's Joburg Diary (Fernsehserie, 2 Episoden)
- 2023: African Queens: Njinga (Fernsehdokuserie, 2 Episoden)
- 2023: Warrior (Fernsehserie, 6 Episoden)
- 2023: One Piece (Fernsehserie, Episode 1x05)